# Isaac Chansa
Isaac Chansa (ur. 23 marca 1984 w Kitwe) – zambijski piłkarz występujący na pozycji pomocnika.
Karierę zaczynał w młodzieżówce Chambishi FC. Grał tam jako junior od 1990 do 2002 roku.
Znalazł się w składzie kadry narodowej na Puchar Narodów Afryki 2006. W grupie C Zambia zajęła 3. miejsce, co wiązało się z zakończeniem gry na fazie grupowej. Podobnie 2 lata później turnieju w Ghanie Zambia zajęła 3. miejsce w grupie C.
Przez trzy lata od 2004 do 2007 „Zife” grał w barwach południowoafrykańskiego potentata Orlando Pirates. Na początku sezonu 2007/2008 dołączył do Helsingborgs IF – drużyny prowadzonej przez byłego trenera „Bafana Bafana” Stuarta Baxtera.
Pod koniec 2006 roku Chansa został zawieszony na 3 miesiące przez PSL za zaatakowanie asystenta sędziego w spotkaniu Pirates – Jomo Cosmos.
W 2012 roku przeszedł do chińskiego Henan Jianye.